# 星埜いろ
星埜 いろ（ほしのいろ）は、日本の漫画家・イラストレーター。

## 人物・経歴
2018年5月ごろよりフリーランスのイラストレーターとしてデビュー。
その後コミカライズ作品で漫画家としてデビュー後、イラスト・漫画・Live2Dなど幅広く活動開始。
現在はエクレアコミックで「心像マチエール」連載中。

## 作品

### 漫画
- 『心像マチエール』(エクレアコミック/2019年)

### コミカライズ作品
- 『乳酸菌飲料販売員の女』（BUZZ COMIC/2018年）

### 挿絵
- 『ウサギの部屋のアリス』（comico/著者：渡矢シキ）
- 『レプリカ探偵と８人目の子ヤギ』（comico/著者：渡矢シキ）
- 『君のいる世界』（Portie/著者：剣技マナ）
- 『溺愛社長の婚約者（偽）～借金のカタに××されちゃいます～』（comico/著者：長曽根モヒート）
- 『君の背骨に棲みたい』（comico/著者：渡矢シキ）